# دین من (فیلم)
دین من (به هندی: Mera Dharam) فیلمی محصول سال ۱۹۸۶ و به کارگردانی باپو است. در این فیلم بازیگرانی همچون جکی شروف، آمریتا سینگ، شاکتی کاپور، آریونا ایرانی، شارات ساکسنا، آمریش پوری ایفای نقش کرده‌اند.